# .bb
.bb je internetová národní doména nejvyššího řádu pro Barbados.
Registrace domén 3.úrovně pod:
- .com.bb
- .edu.bb
- .gov.bb
- .net.bb
- .org.bb